# Ilkka Mäkelä
Ilkka Mäkelä (Elimäki, 25 juni 1963) is een voormalig profvoetballer uit Finland, die speelde als verdediger gedurende zijn carrière. Hij beëindigde zijn actieve loopbaan in 2002 bij de Finse club MyPa-47 Anjalankoski, waar hij twee seizoenen onder contract stond. Mäkelä stapte nadien het trainersvak in. Hij leidde MyPa-47 naar de landstitel (2005) en won met die club de nationale beker (2004).

## Interlandcarrière
Mäkelä kwam in totaal zeven keer (nul doelpunten) uit voor de nationale ploeg van Finland in de periode 1988-1990. Onder leiding van bondscoach Jukka Vakkila maakte hij zijn officiële debuut op 15 januari 1988 in de vriendschappelijke uitwedstrijd tegen Zweden (1–0) in Maspalomas. Daarvoor was hij al vijf keer uitgekomen voor de olympische ploeg van Finland.
| Interlands van Ilkka Mäkelä voor Finland | Interlands van Ilkka Mäkelä voor Finland | Interlands van Ilkka Mäkelä voor Finland | Interlands van Ilkka Mäkelä voor Finland | Interlands van Ilkka Mäkelä voor Finland | Interlands van Ilkka Mäkelä voor Finland | Interlands van Ilkka Mäkelä voor Finland |
| №                                        | Datum                                    | Wedstrijd                                | Uitslag                                  | Soort wedstrijd                          | Doelpunten                               |                                          |
| Als speler bij FC Haka Valkeakoski       | Als speler bij FC Haka Valkeakoski       | Als speler bij FC Haka Valkeakoski       | Als speler bij FC Haka Valkeakoski       | Als speler bij FC Haka Valkeakoski       | Als speler bij FC Haka Valkeakoski       | Als speler bij FC Haka Valkeakoski       |
| ---------------------------------------- | ---------------------------------------- | ---------------------------------------- | ---------------------------------------- | ---------------------------------------- | ---------------------------------------- | ---------------------------------------- |
| 1.                                       | 12 mei 1987                              | Finland – Oostenrijk                     | 2 – 1                                    | Kwalificatie Spelen 1924                 | 0                                        |                                          |
| 2.                                       | 10 juni 1987                             | Finland – Tsjecho-Slowakije              | 0 – 2                                    | Kwalificatie Spelen 1924                 | 0                                        |                                          |
| 3.                                       | 2 september 1987                         | Joegoslavië – Finland                    | 5 – 0                                    | Kwalificatie Spelen 1924                 | 0                                        |                                          |
| 4.                                       | 23 september 1987                        | Tsjecho-Slowakije – Finland              | 2 – 0                                    | Kwalificatie Spelen 1924                 | 0                                        |                                          |
| 5.                                       | 28 oktober 1987                          | België – Finland                         | 1 – 0                                    | Kwalificatie Spelen 1924                 | 0                                        |                                          |
| 6.                                       | 15 januari 1988                          | Finland – Zweden                         | 0 – 1                                    | Vriendschappelijk                        | 0                                        |                                          |
| 7.                                       | 3 november 1988                          | Koeweit – Finland                        | 0 – 0                                    | Vriendschappelijk                        | 0                                        |                                          |
| 8.                                       | 6 november 1988                          | Koeweit – Finland                        | 0 – 0                                    | Vriendschappelijk                        | 0                                        |                                          |
| 9.                                       | 11 januari 1988                          | Egypte – Finland                         | 2 – 1                                    | Vriendschappelijk                        | 0                                        |                                          |
| 10.                                      | 13 januari 1988                          | Egypte – Finland                         | 2 – 1                                    | Vriendschappelijk                        | 0                                        |                                          |
| Als speler bij MP Mikkeli                |                                          |                                          |                                          |                                          |                                          |                                          |
| 11.                                      | 12 februari 1990                         | V.A.E. – Finland                         | 1 – 1                                    | Vriendschappelijk                        | 0                                        |                                          |
| 12.                                      | 15 februari 1990                         | Koeweit – Finland                        | 0 – 1                                    | Vriendschappelijk                        | 0                                        |                                          |

## Erelijst
Kuusysi Lahti
- Beker van Finland

1983
 FC Haka
- Beker van Finland

1985, 1988